# Acacia blomei
Acacia blomei é uma espécie de leguminosa do gênero Acacia, pertencente à família Fabaceae.